# Pissarra digital
|  | Per a altres significats de les sigles PDI, vegeu PDI (desambiguació) |

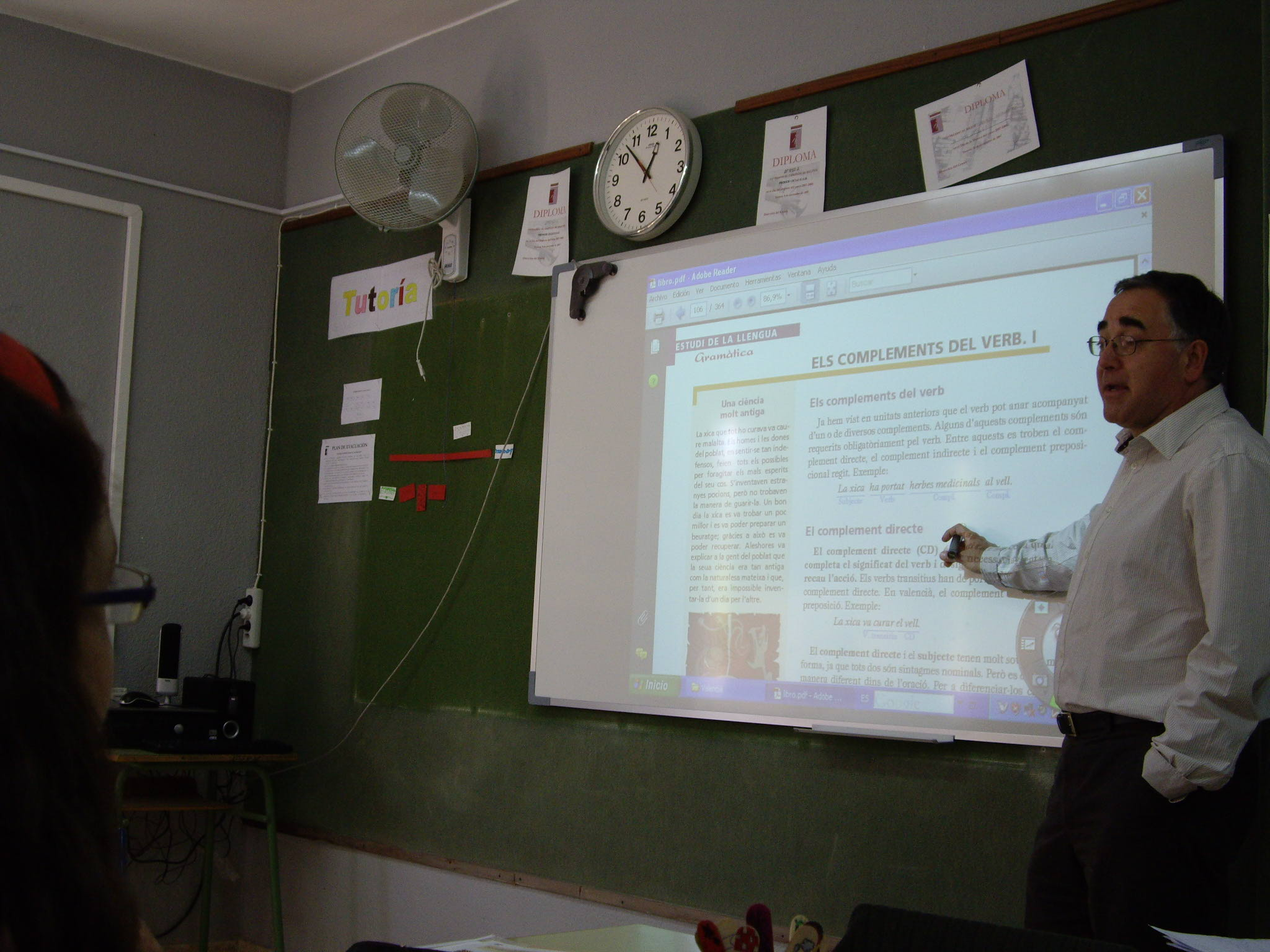
Imatge 2: aplicació real d'una PDiP

La pissarra digital, també coneguda com a pissarra digital interactiva o PDI, és un sistema tecnològic que consisteix en un ordinador multimèdia, generalment connectat a Internet i un videoprojector que projecta sobre una pantalla o paret que veiem des de l'ordinador. Les imatges es poden controlar a través d'un llapis, marcador o amb el dit. Gràcies a aquesta qualsevol usuari és capaç de crear tota mena de contingut digital seguint la metàfora de la pissarra, clarions i esborrador, però amb totes les bondats d'un ordinador.
És una eina molt eficaç per poder realitzar debats, ja que facilita la discussió del grup. Quan una classe realitza el seu projecte podrà utilitzar la pissarra per exposar les idees de cada alumne i d'aquesta manera realitzar una investigació conjunta.
En la pissarra digital d'infrarojos, el llapis emet una imatge infraroja en trobar-se en contacte amb la superfície, i el receptor o distància tradueix el senyal infraroig. El problema d'aquest tipus és que no funciona bé en habitacions il·luminades amb llum solar. Per exemple: podem trobar el Live touch i Wiipdi.

## Tipus de Pissarres

### Tipus en general
Hi ha varis tipus de pissarres digitals o interactives. Entre els diferents tipus estan:
La PDi (Pissarra Digital Interactiva de gran format): Es refereixen al cas en què el professor o el presentador realitza les anotacions sobre la superfície de la projecció.
L'avantatge que té aquesta pissarra es la facilitat i la comoditat que presenta, ja que en ser com una pissarra convencional és molt adaptable per al professor o l'individu que la utilitzi.
La PDIP (Pissarra Digital Interactiva Portàtil): En aquest cas, es tracta de fer el mateix però des de qualsevol lloc de l'aula o de la sala. La superfície on tindrà lloc la projecció podrà ser una pantalla estàndard o simplement una paret.
L'avantatge que té aquesta pissarra es que és molt adaptable. Es pot traslladar a qualsevol lloc i un cop allí fer qualsevol exercici o preparació prèvia des de, per exemple, el saló de la teva casa. A més, es perfecte per persones amb problemes motrius, ja que gràcies a aquestes poden tenir el control de qualsevol aplicació de l'ordinador i fer anotacions des del seu propi seient.

### Tipus segons la técnologia
La catalogació d'aquestes pissarres segons la seva tecnologia són:
Pissarres passives (tàctils): aquestes pissarres són les que tenen una membrana sensible al tacte i permeten escriure a sobre d'ella. La percepció de les coses es tan forta que poden detectar un retolador, encara que hi ha experts i professionals que no recomanen la utilització dels retoladors en aquestes pissarres. Aquestes pissarres es poden fer servir sense la utilització de projecció.
Pissarres actives (electromagnètiques): Aquestes pissarres utilitzen la tecnologia de digitalització electromagnètica, que proporciona una alta resolució en els píxels de la pantalla i permet una gran qualitat de imatge i una gran velocitat de transmissió. El problema d'aquest tipus de pissarres es que necessiten la utilització de projectors per a elles, en canvi, aquesta té una superfície de treball molt mes fàcil de netejar i molt mes utilitzable i amb mes garantia de que no se’t espatlli tan despresa.
Kits de infrarojos o ultrasò: Aquests kits transmeten ultrasons i infrarojos per registrar la escriptura i les anotacions i les  fixen en una superfície dura a través de les seves ventoses. Es poden utilitzar llapis electrònics per a aquestes, peroné son tan robustes com les altres dos.

## Avantatges
- Les pissarres digitals són una eina neta i atractiva, ja que no hi ha pols ni desordre en els elements que es fan servir.
- Afavoreix un augment de la motivació dels professors i els alumnes, les classes són més interactives.
- Permet més participació i interacció de l'alumnat.
- Adaptació dels recursos a qualsevol àrea i nivell d'aprenentatge.
- Treball amb metodologies diferents: individual, treball cooperatiu, per grups...
- Reutilització i/o modificació de les activitats fetes pel professorat.
- Font de recursos multimèdia il·limitada.
- Aprenentatge senzill i fàcil d'utilitzar, com si fos un flip chart

## Inconvenients
- La preparació de les activitats porta una inversió de temps inicial major per part del docent, que haurà de preparar les activitats i aprendre a utilitzar els recursos: web, elaboració de transparències, materials interactius, etc.
- La lluminositat i les ombres poden ser un problema. La claredat de l'aula pot dificultar la correcta visualització de les imatges projectades a la pissarra.[8]
- Manteniment força precís amb tècnics especialitzats.
- Cost elevat, fins 3000 € tot el conjunt. A consultar a diferents empreses.
- Formació específica per poder utilitzar aquesta tecnologia.
- Segons la situació del projector, pot produir problemes quan s'utilitza la pissarra (es pot fer ombra si alguna persona es col·loca davant del projector i dificulta la seva utilització).
- No poden escriure dues persones al mateix moment.
- Les pissarres digitals sovint se situen a una alçada on els nens troben dificultats per accedir-hi.[9]

## Com es poden utilitzar
- Model expositiu: El professor exposa amb el suport de recursos multimèdia i amb la PDI.
- Modelatge: Mostrar com fer alguna cosa o perquè s'utilitzen les eines d'un programa.
- Treball col·laboratiu: Anotar les aportacions dels alumnes com a síntesi.
- Font d'informació a classe: Buscar alguna informació en un moment donat.
- Presentació de treballs per part de l'alumnat: Presentar els treballs en forma d'esquema, presentació o presentació multimèdia.
- Realització d'exercicis i debats de forma col·laborativa: Es projecten activitats interactives.
- Correcció d'exercicis: Comentar i corregir els exercicis en format digital.
- Altres utilitats.